# Tour de Colombine
Pour les articles homonymes, voir Colombine.
La tour de Colombine est une tour située sur la commune de Molèdes, en France.

## Localisation
La tour est située à environ 1 035 m d'altitude sur la commune de Molèdes, dans le département du Cantal, en région Auvergne-Rhône-Alpes.

## Description
Il s'agit de l'une des rares tours seigneuriales carrées bien sauvegardées qui subsiste en Auvergne.

## Historique
La tour de Colombine date de la fin du XIIe siècle ou du début du XIIIe siècle.
La tour de Colombine, avec sa motte castrale, son fossé et ses vestiges archéologiques sont inscrits au titre des monuments historiques par arrêté du 9 juin 1992.